# Актобе (Уланський район)
Актобе́ (каз. Ақтөбе) — село у складі Уланського району Східноказахстанської області Казахстану. Входить до складу Тавричеського сільського округу.
Населення — 64 особи (2021; 199 у 2009, 304 у 1999, 375 у 1989).
Національний склад станом на 1989 рік:
- росіяни — 63 %
- казахи — 22 %

Станом на 1989 рік село називалось Актюба.